# بيل نيلسون (لاعب كرة قاعدة)
بيل نيلسون (بالإنجليزية: Bill Nelson)‏ هو لاعب كرة قاعدة أمريكي، ولد في 28 سبتمبر 1863 في تير هوت في الولايات المتحدة، وتوفي في 23 يونيو 1941.